# Малювальник (фільм)
Малювальник (англ. Sketch Artist) — американський телевізійний трилер 1992 року.

## Сюжет
Художник, який працює в поліції, ґрунтуючись на показах свідка, робить портрет злочинця, який вбив відомого модельєра. Він дуже здивований, коли у нього виходить портрет схожий на його дружину. Замість того щоб передати цю інформацію поліцейським, він ховає ескіз і починає своє власне розслідування. Проте поліція незабаром підозрює, що сам художник може бути причетний до вбивства.

## У ролях
- Джефф Фейгі — Джек Вітфілд
- Шон Янг — Рейан Вітфілд
- Френк Макрей — детектив Мілон
- Дрю Беррімор — Дейзі Дрю
- Чекі Каріо — Пол Корбел
- Джеймс Толкан — лейтенант Тонеллі
- Стейсі Гайдук — Клер
- Шарлотта Льюїс — Ліз
- Марк Бун Джуніор — Старджес
- Рік Янг — Джиммі
- Белль Ейвері — Кріста Сільвер
- Роберт Дубак — Томмі Сільвер
- Колін Гілберт — поліцейський
- Карен Чейз — Бонні
- Федон Папамайкл — старий сусід
- Бред Джонсон — Пітер
- Коллін Бернсен — Філіп
- Бред Грюнберг — Моран
- Деріл Гейні — Кадане
- Сесіль Кревой — жінка в поліцейському відділку
- Елінор Джой Лінд — жінка 1
- Дженніфер Батт — жінка 2
- Коллін Фрашер — жінка 3
- Стівен Стейблер — чоловік 1
- Норман Кревой — старий
- Тереза Руїс — працівник 1
- Крістофер Дженні — працівник 2
- Піт Зіммерман — Ларрі
- Лоуренс Ротшильд — таксист